# Klępiny
Klępiny is een plaats in het Poolse district  Gdański, woiwodschap Pommeren. De plaats maakt deel uit van de gemeente Trąbki Wielkie en telt 64 inwoners.